# Alan Lee
Pour les articles homonymes, voir Lee.
Alan Lee, né le 20 août 1947 est un illustrateur anglais.

## Biographie
Alan Lee est né en 1947 dans le Middlesex, en Angleterre. Il se tourne très jeune vers l'illustration et va étudier cette discipline à l'Ealing School of Art. En 1975, il part s'installer au Dartmoor dans le Devon. Ses illustrations s'inspirent beaucoup des travaux d'Arthur Rackham et de Charles Robinson[précision nécessaire], mais aussi des années 1950 et 1960.
Malgré des études tournées vers l'illustration, avant 1978, Alan Lee était plus orienté vers l'édition et l'art commercial. Après 1978, Alan Lee fait de nombreuses illustrations de roman féerique, comme Faeries (avec Brian Froud), Lavondyss par Robert Holdstock, The Mabinogion, Castles, Merlin Dreams… 
En 1987, l'ouvrage jeunesse La Pierre de cristal, qu'il a réalisé avec Richard Seymour et Michael Palin, obtient la "Mention" Premio Grafico Fiera di Bologna per la Gioventù de  la Foire du livre de jeunesse de Bologne (Italie).
Plus tard, Alan Lee se passionne pour les œuvres de J. R. R. Tolkien ; à l'occasion du 100e anniversaire de la naissance de l'écrivain, il illustre les couvertures des rééditions du Seigneur des anneaux et de Bilbo le Hobbit, ainsi que le calendrier Tolkien 1993. Ensuite, il s'attaque à deux grands classiques : l'illustration de l'Iliade et l'Odyssée respectivement en 1993 et 1995.
Toujours passionné par Tolkien, il accepte de travailler avec John Howe sur le film de Peter Jackson : la trilogie du Seigneur des anneaux, et il y illustrera les objets, les décors, et comme le dit[réf. nécessaire] Brian Sibley « lui et John Howe donneront le look du film et matérialiseront la vision de Peter Jackson ».
Le travail d'Alan Lee lui a permis de recevoir de nombreuses récompenses : médaille de Kate Greenaway pour l'illustration Black Ships Before Troy en 1993, prix World Fantasy en 1998, Oscar des meilleurs décors pour son travail sur Le Retour du roi, troisième volet du Seigneur des anneaux, en 2004.
À chaque fois qu'il a du temps libre, Alan Lee retourne dans le même petit village du Dartmoor. Ses centres d'intérêt sont les mythes et légendes, la littérature, la musique, la poésie, mais aussi l'archéologie.
En 2005 est sorti au Royaume-Uni son Cahier de croquis du Seigneur des anneaux, traduit en français l'année suivante (par Delphine Martin et Vincent Ferré) chez Christian Bourgois éditeur, avant le Cahier de croquis du Hobbit, traduit en français chez le même éditeur en 2020 (Prix du festival « Imaginales » 2021, catégorie « Illustration ») par Vincent Ferré, également à l'origine de son invitation à une conférence-masterclass en 2020 à la Bibliothèque nationale de France, en lien avec l'exposition "Tolkien : voyage en Terre du Milieu" (2019-2020).

## Méthode de travail
Alan Lee peut dessiner n'importe où, d'ailleurs il le dit lui-même : « J'adore gribouiller, dès que j'ai une surface et un crayon à disposition, c'est parti. » Grâce à ses « gribouillis », il a rempli des dizaines de carnets de toutes tailles. Quand il ne gribouille pas, Alan Lee travaille sur de grandes feuilles de papier sans acide, au fusain ou au crayon. Pour la couleur, il utilise l'aquarelle. Alan Lee aime les jeux de lumière dans ses illustrations, cela crée le plus souvent des effets de profondeur fascinants.

## Travaux
Alan Lee est un illustrateur, un peintre, mais aussi un écrivain, un concepteur visuel et un directeur artistique. Alan Lee a travaillé avec une foule d’artistes sur quantité de projets.[réf. nécessaire]

### Concepteur visuel / Directeur artistique
- Legend de Ridley Scott (1985)
- Erik, le Viking de Terry Jones (1989)
- Merlin de Steve Barron (1998)
- Le Seigneur des Anneaux de Peter Jackson
  - Le Seigneur des anneaux : La Communauté de l'anneau (2001)
  - Le Seigneur des anneaux : Les Deux Tours (2002)
  - Le Seigneur des anneaux : Le Retour du roi (2003)
- King Kong de Peter Jackson (2005)
- Le Monde de Narnia
  - Le Monde de Narnia : Le Lion, la Sorcière blanche et l'Armoire magique d'Andrew Adamson (2005)
- Le Hobbit de Peter Jackson
  - Le Hobbit : Un voyage inattendu de Peter Jackson (2012)
  - Le Hobbit : La Désolation de Smaug de Peter Jackson (2013)
  - Le Hobbit : La Bataille des Cinq Armées de Peter Jackson (2014)

### Acteur
- Le Seigneur des anneaux : Les Deux Tours (2001) - Homme du Rohan (non crédité)
- Le Seigneur des anneaux : La Communauté de l'anneau et Le Seigneur des anneaux : Les Deux Tours (2002) - Un roi des Hommes dans le prologue (non crédité)

### Participation à des documentaires
- National Geographic: Beyond the Movie - The Lord of the Rings (2001)
- The Making of The Lord of the Rings (2002)
- John Howe: There and Back Again (2004)
- Skull Island: A Natural History (2006)

### Illustrateur
- Les Fées (Faeries), avec Brian Froud
- Black Ships Before Troy et The Wanderings of Odysseus de Rosemary Sutcliffe
- Castles
- Le Hobbit, Le Seigneur des anneaux, Les Enfants de Húrin, Beren et Lúthien, La Chute de Gondolin, Contes et légendes inachevés et The Fall of Númenor de J. R. R. Tolkien
- The Mabinogion de Lady Charlotte Schreiber
- Alan Lee, Cahier de croquis du Seigneur des anneaux, trad. D. Martin et V. Ferré, Paris, Christian Bourgois éditeur, 2006.
- Alan Lee, Cahier de croquis du Hobbit, trad. V. Ferré, Paris, Christian Bourgois éditeur, 2020.
- Couverture et livret de l'album Alive du groupe Omnia